# Discipline (песня)
«Discipline» (с англ. — «Тренировка») — песня американской индастриал-рок-группы Nine Inch Nails, которая была выпущена как промосингл в поддержку их седьмого студийного альбома The Slip. Композиция написана Трентом Резнором и спродюсирована Аланом Молдером.
Сингл не издавался на физических носителях и был доступен для бесплатной загрузки с официального сайта группы. Песня также ротировалась на радио. В систему нумерации релизов NIN Halo «Discipline» не входит. Цифровая версия «Discipline», вышедшая 22 апреля 2008 года, содержала обложку сингла и комментарий: «Go to www.nin.com May 5» (в переводе: «Заходите на www.nin.com 5 мая»). 5 мая 2008 года был выпущен для бесплатного скачивания альбом The Slip.
Видеоклип на песню не планировался, но на CD/DVD-издании альбома The Slip присутствовала видеозапись репетиции «Discipline» (Live at Rehearsals). После релиза The Slip на физических носителях это видео было доступно для просмотра на Pitchfork Media, Vimeo и YouTube.

## О сингле

### Запись и релиз
В 2007 году фронтмен Nine Inch Nails Трент Резнор объявил о том, что группа выполнила все условия контракта с лейблом Interscope Records и с этого времени будет развиваться независимо от звукозаписывающих компаний. Также Резнор заявил, что будет распространять студийный материал самостоятельно. В марте 2008 года на независимом лейбле Трента Резнора The Null Corporation Nine Inch Nails выпустили инструментальный альбом Ghosts I–IV. Вскоре Резнор сообщил, что NIN возвращаются в студию для работы над альбомом The Slip.
Композиция «Discipline» записана во время трёхнедельной студийной сессии The Slip. Инструментальные партии к песне были исполнены участниками Nine Inch Nails Джошом Фризом, Робином Финком и Алессандро Кортини. Продюсированием трека занимались Трент Резнор и Алан Моулдер. Микшированием занимался Алан Молдер.
«Discipline» является первым синглом группы, выпущенном на независимом лейбле Резнора The Null Corporation. Как и альбом The Slip, сингл вышел под лицензией Creative Commons Attribution Non-Commercial Share Alike, что позволяет любому человеку использовать или перерабатывать материал для любой некоммерческой цели. Мастеринг песни был проведён менее чем за 24 часа до первого эфира на радио. Трент Резнор прокомментировал это следующим образом: «Было весело […] мы никогда не делали так раньше».
Композиция заняла 6 место в чарте Hot Modern Rock Tracks, 24 место в Hot Mainstream Rock Tracks и 9 место интернет-чарта iLike.

### Мнения критиков
Музыкальные обозреватели в целом положительно восприняли песню. Многие критики высоко оценили звучание композиции. Так, например, Микаэл Вуд, журналист Spin, с точки зрения лирики и мелодии назвал «Discipline» самой «сильной» песней с альбома The Slip. Помимо этого, он услышал в композиции элементы диско. Эд Томсон из IGN проследил в «Discipline» влияние творчества Depeche Mode, Bauhaus, Siouxsie and the Banshees и Джорджо Мордера. Однако не все критики были благосклонны к этой композиции. Обозреватель Rolling Stone раскритиковал, по его мнению, слишком «попсовое» звучание «Discipline». Эрик Харви из Pitchfork Media заметил в «Discipline» некоторую схожесть трека с одной из ранних композиций Nine Inch Nails «Head Like a Hole», написав, что «текст [„Discipline“] похож на старые песни, и теперь в качестве свободного артиста [Резнор] пытается восстановить свою популярность. […] „Discipline“ показывает стремление Резнора поставить себя в какие-то рамки».

## Список композиций
| №  | Название     | Автор(ы)     | Длительность |
| -- | ------------ | ------------ | ------------ |
| 1. | «Discipline» | Трент Резнор | 4:30         |

## Участники записи
| - Трент Резнор — вокал, клавишные, продюсер, оформление - Робин Финк — гитара - Алессандро Кортини — клавишные, бас-гитара - Джош Фриз — ударные - Аттикус Росс — инженер, музыкальное программирование | - Алан Молдер — продюсер, инженер, микширование - Майкл Туллер — инженер - Брайан Гарднер — мастеринг-инженер - Стив «Коко» Брендон — настройка студии - Роб Шеридан — арт-директор |

## Позиции в чартах
| Чарт (2008)                       | Высшая позиция |
| --------------------------------- | -------------- |
| США (Alternative Songs)           | 6              |
| США (Mainstream Rock Tracks)      | 24             |
| США (iLike Libraries: Most Added) | 9              |